# NNNストレイトニュース
『NNNストレイトニュース』（エヌエヌエヌ ストレイトニュース、英称:NNN STRAIGHT NEWS）は、2007年10月1日より、地上波NNN加盟フルネット28局にて放送されている昼のニュース番組。地上波NNN加盟フルネット28局ではステレオ放送、ハイビジョン製作、字幕放送を実施している。かつて平日版はCS放送・日テレNEWS24とBS日テレでも同時放送されていた。

## 概要
日本テレビは2007年10月1日、『おもいッきりイイ!!テレビ』を11:55 - 13:55にスタートさせるなど平日午後枠の改編を実施。これにより、『NNN News D（ニュースダッシュ→ニュースD）』も同年9月に終了し、これに代わる昼のニュース番組としてスタートした。
この改編により、日本テレビを含め一部地域で11:50 - 12:00に放送されていた『キユーピー3分クッキング』が11:45 - 11:55に前倒しとなったため、平日の昼のニュース番組の放送時間は前々番組の『NNN昼のニュース』以来14年半ぶりに11:30 - 11:45までの15分に短縮となったが、かつて同時放送を行っていた日テレNEWS24とBS日テレは、前番組と同じく11:30 - 12:00までの放送だった（11:45 - 12:00は制作局である日テレNEWS24とBS日テレのみの放送）。
前番組から引き続き、月 - 金曜日は番組開始から日テレNEWS24制作で、日テレNEWS24の他、NNN系列の地上波各局でサイマル放送され、BS日テレ（2K、以下略）でも日テレNEWS24のCS再送信ネットでサイマル放送されていたが、2011年9月30日をもってBS日テレが当番組の日テレNEWS24のCS再送信ネットを打ち切り、2023年3月をもって日テレNEWS24での放送も終了した。ただし、同年4月以降も日テレNEWS24が制作を担当している（実質上の裏送り）。
土・日曜日は前番組の『NNN News D』と同じく、日本テレビ制作で、NNN系列の地上波各局のみでの放送となっている。

## 番組の歴史

### 番組開始から2021年6月のリニューアルまで
平日版の初代キャスターには、当時日本テレビ報道局キャスターで『真相報道バンキシャ!』を担当していた丸岡いずみ、当時日本テレビアナウンサーで入社2年目だった桝太一が起用された。気象コーナーは前番組から引き続き、杉江勇次（気象予報士）が担当したが、日テレNEWS24とBS日テレのみのパート部分のみでの出演となり、地上波同時放送部分での気象コーナーは、キャスターが関東地方の天気予報を短く伝える形に変更された。
2010年3月29日を以て、丸岡と桝が降板、同年3月29日から『NNN Newsリアルタイム』の土曜版を担当していた矢島学と豊田順子が平日版キャスターとなった。
2011年3月11日に発生した東日本大震災に伴う特別体制では、3月12日、3月13日の週末版および3月14日の平日版の放送は休止し、「NNN報道特別番組」が放送された（日テレNEWS24でも放送。BS日テレでも日テレNEWS24のCS再送信ネットで放送）。平日版については、3月14日および3月16日から3月25日まで『キユーピー3分クッキング』が放送休止となったため、日本テレビなど『キユーピー3分クッキング』をネットする地上波系列局が11:55まで当番組を延長した。
なお、地上波系列局は、通常通り11:38頃に飛び降り、ローカルニュースを挟んで、11:45頃に再び日本テレビへ飛び乗りという形となった。また、地上波では11:55から『DON!』を放送するため、11:45からの日テレNEWS24、BS日テレのみのパートのタイムテーブルが地上波の飛び乗り、飛び降りに配慮した形となっていた。福井放送は通常通り『ANN NEWS』をネット受けした。
震災による特別体制の期間中に改編期を迎えたため、2011年4月から平日版の女性キャスターが豊田順子から森富美へ交代した。なお、降板後も豊田は、2013年4月から2023年5月の人事異動まで週末版キャスターを務めたほか、矢島と森も担当曜日変更を経ながら、2024年3月まで平日版に出演していた。4月以降はそれぞれ週末版キャスターを担当している（森が土曜日担当、矢島が日曜日担当）。
2011年9月30日を以て、BS日テレでの同時放送が終了した。
2012年4月2日放送分から、オープニングと番組ロゴを変更。テーマ曲やジングルが変わったほか、ロゴの配色も赤一色（文字色は白）から紅白（文字色は赤）ベースに変更された。同時に音声がフルステレオ放送に変更される。実際はこれより半年前に地上波・日テレNEWS24にてステレオ放送を開始したが、スタジオ内の音声はBGM・効果音含めモノラル音源（モノステレオ放送）で放送されていた。また系列局ローカル枠でもステレオ放送を実施している。同年10月にもオープニング曲の変更が行われた。
2013年4月1日放送分から、オープニングとテーマ曲、番組ロゴを再び変更。これと同時に平日のみ、オープニングでラインナップ3項目が流れ、同時にテロップ配置も変更された。
2016年9月2日放送分までは、平日版は報道フロアから立って伝えるスタイルだったが、同年9月5日からは、汐留の日本テレビタワーにある報道サブ（地上波用の副調整室）の更新工事が2016年9月5日から11月末の予定で行われていたため、同年11月27日放送分までは座って伝えるスタイルに一時変更されていた。この時のスタジオセットは日テレNEWS24の『デイリープラネット』のものを流用していた。
2017年4月3日放送分からは、平日版は日テレNEWS24の新しくなったスタジオから座って伝えるスタイルに、週末版は引き続き立って伝えるスタイルになり、同時に日本テレビではこれまで番組中に表示しなかったウォーターマークを表示するようにした（詳細は、ネット局の備考を参照）。この間の2016年12月3日から2017年4月2日までの週末版は地上波日本テレビ制作の他のNNNニュース と同様『news every.』で使用している「NEWSスタジオ」から伝えていた。同時に、オープニングのラインナップ3項目の表示が廃止された。
2019年9月30日放送分からテーマ曲とジングルを変更。

### 2021年6月のリニューアルから現在
2021年5月31日放送分から全面リニューアル。オープニング、番組ロゴ、テロップが一新され、タイトルロゴから「NNN」の表記がなくなった（あくまでロゴ上でのことであり、EPGや正式には「NNN」を冠する）。番組のテーマカラーをそれまでの赤色主体から虹色に、テロップのフォントは「スキップ」にそれぞれ変更された。日本テレビでの時刻表示も番組オリジナルのデザインに変更されている（これまでは、日テレNEWS24での放送がない週末も含め日テレNEWS24のロゴ付きの時刻表示だった）。また、リニューアルに先駆けて、同年3月29日からは平日版の女性キャスターが日替わりになる。
2022年1月10日放送分から平日版はスタジオセットを変更。日テレNEWS24のスタジオから座って伝えるスタイルから、『news every.』で使用している「NEWSスタジオ」から立って伝えるスタイルに変更された。
テロップに関しては、2021年11月7日以降は当番組のテロップがNNNの各番組共通のフォーマット(それに伴い、見出しテロップ下部の『straight news』の文字列が削除された）となったが、2023年3月27日放送分から、見出しテロップを除いたテロップ・フォント各種を『news every.』と同様のフォーマットに変更・統一した（同日より、見出しテロップを除くNNNの各番組共通のフォーマットも変更）。また、テロップの共通化に合わせて、日テレNEWS24のオープニング、『NNNニュース』『NNNニュースサンデー』のオープニングとタイトルロゴがそれぞれ当番組に似せたものへと2021年12月以降順次変更された。
2023年3月31日を以て、日テレNEWS24での同時放送が終了となり、これによって全ての曜日で地上波のみの放送となった。
2023年4月3日放送分から、日本テレビが『スッキリ』と『バゲット』の2番組を終了させ、『ZIP!』の放送終了時間を午前8時から1時間繰り下げた上で『DayDay.』を開始させる平日午前枠の改編に伴い、『バゲット』が編成されていた月曜 - 木曜10:25 - 11:30のうち、11:20 - 11:30の10分間に『ストレイトニュース』（NNN冠のつかないローカルパート、任意ネット）を設けた。日本テレビなどでは月曜 - 木曜に限り、放送時間がこれまでの15分から25分に実質上拡大する（即ち、オムニバス化）。なお、2023年12月現在、通常このパートをネットするのは、『DayDay.』をフルネットしている日本テレビ、中京テレビ、読売テレビの3局となっている。このパートでは、全国ネット枠とは別の日本テレビアナウンサーが日替わりで1名が出演し、最新ニュース数項目を伝えるほか、気象予報士による気象コーナーが平日版では約14年半ぶりに設けられている（この枠では全国天気を放送）。

## 日テレNEWS24での放送
2023年3月31日まで日テレNEWS24が同番組を製作する月曜日 - 金曜日は、地上波系列局のない沖縄県や佐賀県、地上波放送の受信が困難な難視聴地域、クロスネット局のため地上波では放送していない大分県と宮崎県でも制作局（CS放送及びインターネット配信版）を通して視聴できたが、現在は原則視聴不可となった。
また、2011年9月30日まで放送していたBS日テレでも日テレNEWS24と同じ内容のものを放送しており、地上波同時放送の11:45までリアルタイム字幕放送を実施していた（地上波での字幕はすべて画面上に表示される。BS日テレでの字幕はすべて画面上に表示された。BS日テレでは静止画像差し替えの場合でも字幕放送の表示はそのまま続けられた）。
11:45までは日本テレビなど地上波でも日テレNEWS24と同じ内容が放送されているが、ニュースの内容によっては権利映像（主に海外からのスポーツニュースや一部芸能人関連の報道）が含まれているため、日テレNEWS24ではその人物（スポーツ選手など）の静止画、または「日テレNEWS24」のロゴが入ったお断り画面の静止画が入る場合があり、権利映像の放送時間が長い場合は日テレNEWS24のスタジオからの放送に差し替える場合もあった。また、関東地方の天気予報も差し替えずに放送していた。
先述の通り、日テレNEWS24では『NNN News D』と同じく12:00までの放送で、地上波は11:43.45にいったん終わるが、11:45からは日テレNEWS24の独自のパートを放送していたが、2017年7月18日をもって独自パートの制作を終了。以降は2023年3月の放送終了まで、地上波同時放送部分を編集する形で事実上の再放送を行っていた。
独自パート部分では当初、最新ニュースのほか、中京テレビ、読売テレビのローカル枠の時差放送、東京証券取引所からの経済情報、杉江勇次による気象情報を放送していた。
2008年9月を以て、杉江が降板し、日テレNEWS24とBS日テレのみのパート部分での気象コーナーは廃止。2008年9月29日（月曜日）から、日テレNEWS24の番組と同じ気象情報（ナレーション音声のみのもの）に変更されたため、実質の放送時間は11:56までとなった。また、東京証券取引所からの経済情報も廃止されたため、最新ニュースとローカルニュースの時差放送という構成になった。
2011年の東日本大震災発生後、読売テレビと中京テレビのローカルニュースの時差放送は同年3月15日以降休止し、代わりに、被災地のきょうの状況として、福島中央テレビ、ミヤギテレビ、テレビ岩手のローカル枠の時差放送が2017年頃まで行われていた（日テレNEWS24の昼間から夕方のニュース番組内でも放送）。その後、読売テレビ・中京テレビのローカル枠時差放送については再開されたが、日テレNEWS24の昼ニュース内で行われていた札幌テレビと福岡放送のローカル枠の時差放送は、震災を機に廃止された。
2017年4月より日テレNEWS24のインターネットライブ配信が開始されたが、地上波同時放送の11:45までは当番組は配信されず、日テレNEWS24の『Morning News』を配信、11:45からの部分のみを配信をしていた。2023年1月をもってインターネット配信での放送が終了し、同年3月31日に日テレNEWS24での放送も終了したため、当番組の放送時間は日テレNEWS24の『Morning News』の放送を拡大した。
なお、放送終了後は、平日昼から夜の時間帯にかけての日テレNEWS24の番組では、一部ニュースにおいて当番組の映像をキャスターのニュース読みの部分も含めて流用しており、事実上の時差放送が行われている。かつては、2016年2月から平日の昼、夕方のニュース番組内にて、当番組の映像の流用を行い、同年4月から2017年3月までは昼のニュース番組のタイトルが『ストレイトニュース＋』というタイトルに変更されていたこともあったが、2017年10月から昼の新番組『the SOCIAL』がスタートすることに伴い、映像の流用は終了していた。
日テレNEWS24では、不定期でスポーツ番組（プロ野球・千葉ロッテマリーンズのキャンプ中継など）の編成に伴い、CS放送のみ番組途中での飛び乗り（飛び降り）または休止となる場合があった。また、震度4以上の地震などニュース速報が発生時した場合、「BREAKING NEWS」として随時ニュース速報を伝えるため、平日版番組開始直前に、「BREAKING NEWS」が入った場合は、日テレNEWS24では当番組の放送を行わない場合があった（特に総理大臣などの緊急記者会見が行われた場合は、そのまま記者会見の中継をする）。その際は、日テレNEWS24からNNN地上波28局にのみ裏送りでの放送となる。平日版11:45以降の日テレNEWS24のみのパートでも、ニュース速報が入った場合は、予定していた内容を差し替え、ニュース速報を伝えた。

## 地上波での放送時間
いずれもJST。
平日版
- 月 - 木曜日 11:20 - 11:45
- 金曜日 11:30 - 11:45
  - 月曜から木曜までの放送では、大半のネット局は11:30より放送されるが、日本テレビ・札幌テレビは本編（11:30 - 11:45）に先駆けローカルセールスとしてのニュースパート（11:20 - 11:30）も別途放送する。詳細は後述も参照のこと。
  - 一部地域はローカル枠に切り替わった直後のタイミングで早終了となるが、『キユーピー3分クッキング』（日本テレビ版）のスポンサードネットから外れた地域（同番組のCBCテレビ版のスポンサードネットとなっているTBS系列局がある地域）の一部では、ローカル枠を当該番組の放送開始時刻、すなわち日本テレビでの本番組の終了時刻である11:45を越えて放送する局もある。

土曜日
- 11:30 - 11:45
  - 一部地域はローカル枠に切り替わった直後のタイミングで早終了となる。
  - 日本テレビのみ、2021年4月3日から2023年9月30日まで『ゼロイチ』の内包番組（11:25 - 11:35）として放送していた。
  - 内包番組という扱いから独立したため、エンディングは実質的に廃止となった。

日曜日
- 11:30 - 11:45
  - 一部地域はローカル枠に切り替わった直後のタイミングで早終了となる。

『24時間テレビ 「愛は地球を救う」』放送日
- 土曜日 上記のとおり
- 日曜日 11:14 - 11:24に変更
  - 1978年の『NNN昼のニュース』から2005年の『NNNニュースダッシュ』までは放送枠通りの放送であったが、2006年から2019年までは11:17 - 11:27に繰り上げ、2020年より現在の時間となる。また、この直後に「長時間ローカル枠」が控えていることから天気予報は全国の天気として放送されるが、天気キャスターは出演せずメインキャスターが担当する。
  - このニュースに入る前のタイミングが当番組非ネット局であるテレビ大分・テレビ宮崎・沖縄テレビの飛び降りポイントとなっている。
  - エンディングは無し。
  - 豊田は2021年5月31日の番組リニューアル以降、毎年この日は夏期休暇のため豊田の代わりに代理アナウンサーが担当していた。

| 期間      | 期間      | 月 - 木曜日           | 金曜日                | 土曜日                | 日曜日                |
| --------- | --------- | --------------------- | --------------------- | --------------------- | --------------------- |
| 2007.10.1 | 2023.4.2  | 11:30 - 11:45（15分） | 11:30 - 11:45（15分） | 11:25 - 11:35（10分） | 11:30 - 11:45（15分） |
| 2023.4.3  | 2023.10.1 | 11:20 - 11:45（25分） | 11:30 - 11:45（15分） | 11:25 - 11:35（10分） | 11:30 - 11:45（15分） |
| 2023.10.2 | 2025.3.30 | 11:20 - 11:45（25分） | 11:30 - 11:45（15分） | 11:25 - 11:40（15分） | 11:30 - 11:45（15分） |
| 2025.3.31 | 現在      | 11:20 - 11:45（25分） | 11:30 - 11:45（15分） | 11:30 - 11:45（15分） | 11:30 - 11:45（15分） |

## 出演者
- 天気キャスター・丸岡（当時日本テレビ報道局）以外、日本テレビアナウンサー（出演当時の者を含む）。
- 天気キャスターは、『ストレイトニュース』と日曜日の『NNNストレイトニュース』は気象予報士が担当。
- 平松（月曜）・石川（火曜）・後呂（水曜）・伊藤（木曜）は『情報ライブ ミヤネ屋』内でのニュースコーナーも兼務。
- 矢島は週によって同日の『NNNニュースサンデー』も兼務する場合あり。
- ■の色は当番組における出演者のテーマカラーを示す[3]（2021年5月31日 - ）。

### 現在
2025年4月現在
| 月曜日                   | 火曜日                   | 水曜日                   | 木曜日                   | 金曜日                   | 土曜日                   | 日曜日             |
| キャスター               | キャスター               | キャスター               | キャスター               | キャスター               | キャスター               | キャスター         |
| ストレイトニュース       | ストレイトニュース       | ストレイトニュース       | ストレイトニュース       | ストレイトニュース       | ストレイトニュース       | ストレイトニュース |
| ------------------------ | ------------------------ | ------------------------ | ------------------------ | ------------------------ | ------------------------ | ------------------ |
| 平松修造■                | 石川みなみ■              | 後呂有紗■                | 伊藤遼■                  | （放送なし）             | （放送なし）             | （放送なし）       |
| NNNストレイトニュース    |                          |                          |                          |                          |                          |                    |
| 藤田大介■                | 藤田大介■                | 藤田大介■                | 藤田大介■                | 伊藤大海■                | 森富美■                  | 矢島学■            |
| 杉野真実■                | 杉野真実■                | 杉野真実■                | 畑下由佳■                | 畑下由佳■                | 森富美■                  | 矢島学■            |
| 天気キャスター           |                          |                          |                          |                          |                          |                    |
| ストレイトニュース       |                          |                          |                          |                          |                          |                    |
| 澤井明子■                | 澤井明子■                | 澤井明子■                | 岡田沙也加■              | （放送なし）             | （放送なし）             | （放送なし）       |
| NNNストレイトニュース    |                          |                          |                          |                          |                          |                    |
| （女性キャスターが兼任） | （女性キャスターが兼任） | （女性キャスターが兼任） | （女性キャスターが兼任） | （女性キャスターが兼任） | （女性キャスターが兼任） | 高塚哲広■          |

### 過去
NNNストレイトニュース 平日キャスター
| 期間 | 期間      | 男性              | 男性              | 男性              | 男性              | 男性              | 女性                         | 女性                         | 女性                         | 女性                         | 女性                         |
| 期間 | 期間      | 月曜日            | 火曜日            | 水曜日            | 木曜日            | 金曜日            | 月曜日                       | 火曜日                       | 水曜日                       | 木曜日                       | 金曜日                       |
| --- | --------- | ----------------- | ----------------- | ----------------- | ----------------- | ----------------- | ---------------------------- | ---------------------------- | ---------------------------- | ---------------------------- | ---------------------------- |
| 2007.10.1 | 2010.3.26 | 桝太一            | 桝太一            | 桝太一            | 桝太一            | 桝太一            | 丸岡いずみ1・2               | 丸岡いずみ1・2               | 丸岡いずみ1・2               | 丸岡いずみ1・2               | 丸岡いずみ1・2               |
| 2010.3.29 | 2011.4.1  | 矢島学4・5        | 矢島学4・5        | 矢島学4・5        | 矢島学4・5        | 矢島学4・5        | 豊田順子1                    | 豊田順子1                    | 豊田順子1                    | 豊田順子1                    | 豊田順子1                    |
| 2011.4.4 | 2018.9.28 | 矢島学4・5        | 矢島学4・5        | 矢島学4・5        | 矢島学4・5        | 矢島学4・5        | 森富美3・6                   | 森富美3・6                   | 森富美3・6                   | 森富美3・6                   | 森富美3・6                   |
| 2018.10.1 | 2019.9.27 | 矢島学            | 矢島学            | 矢島学            | 藤田大介          | 藤田大介          | 森富美7                      | 森富美7                      | 森富美7                      | 後藤晴菜7                    | 後藤晴菜7                    |
| 2019.9.30 | 2020.4.10 | 矢島学            | 矢島学            | 矢島学            | 藤田大介          | 藤田大介          | 杉上佐智枝7                  | 杉上佐智枝7                  | 森富美7                      | 森富美7                      | 後藤晴菜7                    |
| 2020.4.13 | 2020.6.12 | 矢島学8 藤田大介8 | 矢島学8 藤田大介8 | 矢島学8 藤田大介8 | 矢島学8 藤田大介8 | 矢島学8 藤田大介8 | 森富美7・8 杉上佐智枝7・8・9 | 森富美7・8 杉上佐智枝7・8・9 | 森富美7・8 杉上佐智枝7・8・9 | 森富美7・8 杉上佐智枝7・8・9 | 森富美7・8 杉上佐智枝7・8・9 |
| 2020.6.15 | 2021.3.26 | 矢島学■           | 矢島学■           | 藤田大介■→■       | 藤田大介■→■       | 安藤翔■           | 杉上佐智枝7                  | 杉上佐智枝7                  | 森富美7                      | 森富美7                      | 後藤晴菜7                    |
| 2021.3.29 | 2021.5.28 | 矢島学■           | 矢島学■           | 藤田大介■→■       | 藤田大介■→■       | 安藤翔■           | 杉上佐智枝■1・7              | 後藤晴菜■1・7                | 郡司恭子■1・7                | 森富美■1・7                  | 徳島えりか1・7               |
| 2021.5.31 | 2022.9.2  | 矢島学■           | 矢島学■           | 藤田大介■→■       | 藤田大介■→■       | 安藤翔■           | 杉上佐智枝■1・7              | 後藤晴菜■1・7                | 郡司恭子■1・7                | 森富美■1・7                  | 杉野真実■1・7                |
| 2022.9.5 | 2022.9.30 | 矢島学■           | 矢島学■           | 藤田大介■→■       | 藤田大介■→■       | 安藤翔■           | 杉上佐智枝■1・7              | 畑下由佳■1・7・10            | 郡司恭子■1・7                | 森富美■1・7                  | 杉野真実■1・7                |
| 2022.10.3 | 2023.3.31 | 矢島学■           | 矢島学■           | 藤田大介■→■       | 藤田大介■→■       | 安藤翔■           | 畑下由佳■1・7                | 郡司恭子■1・7                | 杉上佐智枝■1・7              | 森富美■1・7                  | 杉野真実■1・7                |
| 2023.4.3 | 2023.6.2  | 矢島学■           | 矢島学■           | 藤田大介■→■       | 藤田大介■→■       | 安藤翔■           | 郡司恭子■1                   | 佐藤真知子■1                 | 杉上佐智枝■1・7              | 森富美■1・7                  | 杉野真実■1・7                |
| 2023.6.5 | 2024.3.29 | 矢島学■           | 矢島学■           | 藤田大介■→■       | 藤田大介■→■       | 山﨑誠■           | 杉野真実■1                   | 佐藤真知子■1                 | 後呂有紗■1                   | 郡司恭子■1                   | 森富美■1                     |
| 2024.4.1 | 2024.11.1 | 藤田大介■11       | 藤田大介■11       | 藤田大介■11       | 藤田大介■11       | 伊藤大海■         | 杉野真実■                    | 杉野真実■                    | 中島芽生■1                   | 杉野真実■12                  | 杉野真実■12                  |
| 2024.11.4 | 2025.3.28 | 藤田大介■11       | 藤田大介■11       | 藤田大介■11       | 藤田大介■11       | 伊藤大海■         | 杉野真実■                    | 杉野真実■                    | 後呂有紗■1                   | 杉野真実■12                  | 杉野真実■12                  |
| 2025.3.31 | 現在      | 藤田大介■11       | 藤田大介■11       | 藤田大介■11       | 藤田大介■11       | 伊藤大海■         | 杉野真実■                    | 杉野真実■                    | 杉野真実■                    | 畑下由佳■                    | 畑下由佳■                    |
| - 1 同日の『情報ライブ ミヤネ屋』ニュースコーナーを兼務。 - 2 2008年3月から7月まで、月 - 木曜日の『アナ☆パラ』ニュースコーナーを兼務。 - 3 2012年1月から、同日の『ヒルナンデス!』ニュースコーナーを兼務。 - 4 2014年4月から2016年12月まで、金曜日のみ『スッキリ!!』ニュースコーナーを兼務。 - 5 2016年6月から2018年3月まで、金曜日の『深層NEWS』サブキャスターを兼務。 - 6 2018年6月から、月 - 水曜日の『スッキリ』ニュースコーナーを兼務。 - 7 2023年3月まで、同日の『スッキリ』ニュースコーナーを兼務。 - 8 2019新型コロナウイルス対策のため2チームが隔週交代（ペアは矢島・森、藤田・杉上となる）。 - 9 火曜日のみ『ヒルナンデス!』、『情報ライブ ミヤネ屋』ニュースコーナーを兼務。 - 10 後藤の産休のため。 - 11 2025年3月まで、月曜日のみ『情報ライブ ミヤネ屋』ニュースコーナーを兼務。 - 12 金曜日のみ『情報ライブ ミヤネ屋』ニュースコーナーを兼務。 |           |                   |                   |                   |                   |                   |                              |                              |                              |                              |                              |

NNNストレイトニュース 週末キャスター
| 期間 | 期間      | 土曜日       | 日曜日               |
| --- | --------- | ------------ | -------------------- |
| 2007.10.6 | 2008.9.28 | 森富美1      | 杉上佐智枝2          |
| 2008.10.4 | 2009.3.29 | 山下美穂子3  | 杉上佐智枝2          |
| 2009.4.4 | 2010.9.26 | 山下美穂子4  | 山下美穂子4          |
| 2010.10.2 | 2012.4.1  | 山下美穂子   | 古市幸子5            |
| 2012.4.7 | 2013.3.31 | 山下美穂子4  | 山下美穂子4          |
| 2013.4.6 | 2021.3.28 | 豊田順子4・6 | 豊田順子4・6         |
| 2021.4.3 | 2023.3.26 | 杉野真実■7   | 豊田順子■            |
| 2023.4.1 | 2023.5.28 | 佐藤真知子■8 | 豊田順子■            |
| 2023.6.3 | 2024.3.31 | 佐藤真知子■8 | （シフト勤務）■9・10 |
| 2024.4.6 | 現在      | 森富美■      | 矢島学■5             |
| - 1 同日の『NNN Newsリアルタイム・サタデー』で豊田不在時の代役を務める場合あり。 - 2 同日の『NNNニュースサンデー』を兼務。 - 3 森の産休のため。 - 4 日曜日のみ『NNNニュースサンデー』を兼務する場合あり（山下は2010年7月から）。 - 5 同日の『NNNニュースサンデー』を兼務する場合あり。 - 6 2016年6月から2017年9月まで、土曜日のみ『news every.サタデー』を兼務。 - 7 同日の『news every.サタデー』を兼務。 - 8 同日の『ズームイン!!サタデー』ニュースコーナーを兼務。 - 9 豊田の日テレイベンツへの出向、日テレ学院第4代学院長就任（日本テレビ放送網人事局現職出向）のため。 - 10 同日の『NNNニュースサンデー』または『真相報道 バンキシャ!』を兼務する場合あり。 |           |              |                      |

ストレイトニュース キャスター
| 期間 | 期間       | 月曜日     | 火曜日       | 水曜日     | 木曜日     |
| --- | ---------- | ---------- | ------------ | ---------- | ---------- |
| 2023.4.3 | 2023.6.1   | 山﨑誠■→■1 | 伊藤大海■2   | 後呂有紗■  | 町田浩徳■  |
| 2023.6.5 | 2024.3.28  | 山﨑誠■→■1 | 伊藤大海■2   | 平松修造■  | 町田浩徳■  |
| 2024.4.1 | 2024.10.31 | 市來玲奈■3 | 佐藤真知子■3 | 後呂有紗■3 | 郡司恭子■4 |
| 2024.11.4 | 2025.3.27  | 市來玲奈■3 | 佐藤真知子■3 | 住岡佑樹■3 | 郡司恭子■4 |
| 2025.3.31 | 2025.7.31  | 平松修造■4 | 石川みなみ■4 | 後呂有紗■4 | 郡司恭子■4 |
| 2025.8.4 | 現在       | 平松修造■4 | 石川みなみ■4 | 後呂有紗■4 | 伊藤遼■4   |
| - 1 同日の『ZIP!』ニュースキャスターを兼務。 - 2 同日の『深層NEWS』サブキャスターを兼務。 - 3 同日の『ヒルナンデス!』ニュースコーナーを兼務。 - 4 同日の『情報ライブ ミヤネ屋』ニュースコーナーを兼務。 |            |            |              |            |            |

天気キャスター
| 期間 | 期間      | ストレイトニュース | ストレイトニュース | ストレイトニュース | ストレイトニュース | NNNストレイトニュース  | NNNストレイトニュース  | NNNストレイトニュース  | NNNストレイトニュース  | NNNストレイトニュース  | NNNストレイトニュース  | NNNストレイトニュース |
| 期間 | 期間      | 月曜日             | 火曜日             | 水曜日             | 木曜日             | 月曜日                 | 火曜日                 | 水曜日                 | 木曜日                 | 金曜日                 | 土曜日                 | 日曜日                |
| --- | --------- | ------------------ | ------------------ | ------------------ | ------------------ | ---------------------- | ---------------------- | ---------------------- | ---------------------- | ---------------------- | ---------------------- | --------------------- |
| 2007.10.1 | 2008.9.28 | （放送なし）       | （放送なし）       | （放送なし）       | （放送なし）       | 杉江勇次1・2           | 杉江勇次1・2           | 杉江勇次1・2           | 杉江勇次1・2           | 杉江勇次1・2           | （女性キャスター兼務） | 岩谷忠幸1             |
| 2008.9.29 | 2009.3.29 | （放送なし）       | （放送なし）       | （放送なし）       | （放送なし）       | （女性キャスター兼務） | （女性キャスター兼務） | （女性キャスター兼務） | （女性キャスター兼務） | （女性キャスター兼務） | （女性キャスター兼務） | 岩谷忠幸1             |
| 2009.3.30 | 2023.4.2  | （放送なし）       | （放送なし）       | （放送なし）       | （放送なし）       | （女性キャスター兼務） | （女性キャスター兼務） | （女性キャスター兼務） | （女性キャスター兼務） | （女性キャスター兼務） | （女性キャスター兼務） | 高塚哲広■3            |
| 2023.4.3 | 2024.8.4  | 服部由佳■4         | 服部由佳■4         | 服部由佳■4         | 岡田沙也加■4       | （女性キャスター兼務） | （女性キャスター兼務） | （女性キャスター兼務） | （女性キャスター兼務） | （女性キャスター兼務） | （女性キャスター兼務） | 高塚哲広■3            |
| 2024.8.5 | 現在      | 澤井明子■4         | 澤井明子■4         | 澤井明子■4         | 岡田沙也加■4       | （女性キャスター兼務） | （女性キャスター兼務） | （女性キャスター兼務） | （女性キャスター兼務） | （女性キャスター兼務） | （女性キャスター兼務） | 高塚哲広■3            |
| - 1 『NNN News D』から続投。 - 2 地上波非サイマルパートのみ出演。地上波サイマルパートでは関東の天気を丸岡が担当。 - 3 同日の『NNNニュースサンデー』を兼務。 - 4 同日の日テレNEWS24『Wake-Up News』・『Market News』・『Morning News』気象情報コーナーを兼務。 |           |                    |                    |                    |                    |                        |                        |                        |                        |                        |                        |                       |

### 出演者に関する備考
- 2023年5月時点で当番組に出演していた杉上佐智枝（水曜担当）、安藤翔（金曜担当）、豊田順子（日曜担当）は、いずれも同年6月1日付でアナウンス部から他部署へ異動するため、5月をもって当番組を降板したが、杉上は5月最終週で異動前日の同月31日まで出演したのに対し、安藤と豊田は同週の担当曜日が人事異動後の6月となるため、同週金曜（6月2日）は山﨑誠、同週日曜（6月4日）は藤田大介が共に代理で出演した（山﨑は翌週より正式に金曜担当となったほか、日曜はシフト勤務となった）[注釈 10]。

「ストレイトニュース」・「NNNストレイトニュース」代理キャスター一覧
| 担当                  | 休業者      | 代役 |
| --------------------- | ----------- | --- |
| NNNストレイトニュース | 森富美■→■   | - 杉上佐智枝■ 2007年（10月6日） 2014年（8月28日・29日） 2017年（3月23日・24日・30日） 2018年（3月22日） 2020年（1月15日・2月19日） 2022年（12月8日） - 山下美穂子 2008年（9月27日） 2012年（3月13日・14日・8月27日 - 31日） 2013年（1月10日・11日・14日・15日） 2016年（1月26日・27日） - 古市幸子 2011年（8月29日・30日） - 豊田順子 2011年（8月31日 - 9月2日） 2012年（1月26日・27日・31日・2月1日） - 上田まりえ 2013年（9月9日 - 12日） - 馬場典子 2013年（9月13日） - 小熊美香 2014年（8月25日 - 27日） 2015年（4月6日・5月4日 - 6日・8月24日・25日・28日） 2016年（1月25日・8月22日 - 26日） 2017年（1月4日 - 6日） - 徳島えりか 2015年（8月26日・27日） 2017年（5月3日 - 5日） - 中島芽生■ 2016年（1月28日・29日） 2021年（1月20日・27日） 2022年（12月15日） - 久野静香 2016年（4月29日） 2019年（8月12日 - 14日） - 後藤晴菜 2016年（5月4日） 2018年（5月3日・4日・8月6日 - 10日） 2020年（2月20日） - 畑下由佳 2017年（8月21日 - 25日） 2025年（1月25日■） - 延友陽子 2018年（1月4日・5日） - 佐藤梨那 2021年（1月28日） - 岩田絵里奈 2021年（2月3日・4日） - 後呂有紗■ 2023年（2月2日） - 杉野真実■ 2023年（8月18日） - 伊藤遼■ 2024年（8月17日） - 矢島学■ 2024年（11月16日） 2025年（1月4日・2月1日） |
| NNNストレイトニュース | 桝太一      | - 青木源太 2008年（6月12日・13日・8月6日 - 8日・10月23日・24日） 2009年（8月5日） - 寺島淳司 2009年（3月2日・3日） 2010年（3月15日・16日） - 高橋雄一 2009年（3月5日・6日・8月6日・7日・11月5日・6日） - 菅谷大介 2010年（3月17日 - 19日） |
| NNNストレイトニュース | 丸岡いずみ  | - 佐藤良子 2008年（8月25日・26日） - 豊田順子 2008年（8月27日 - 29日） 2009年（9月30日 - 10月2日） - 古市幸子 2009年（9月28日・29日・12月30日・31日） |
| NNNストレイトニュース | 杉上佐智枝■ | - 山下美穂子 2008年（9月7日） 2009年（1月25日） - 馬場典子 2008年（10月26日） - 山本舞衣子 2009年（1月11日・2月15日・22日） - 後藤晴菜■ 2019年（10月22日） 2021年（4月19日） 2022年（3月21日） - 杉野真実 2020年（7月13日・8月3日・4日） - 中島芽生 2020年（10月20日） - 後呂有紗■ 2021年（8月9日） - 畑下由佳■ 2021年（12月6日） 2022年（7月25日・11月9日・16日） - 佐藤真知子■ 2023年（3月29日） |
| NNNストレイトニュース | 山下美穂子  | - 馬場典子 2008年（10月11日・25日・11月29日） - 高橋雄一 2009年（2月21日・4月18日・5月9日・11月21日・28日） - 山本舞衣子 2009年（4月5日・12日・19日） - 寺島淳司 2009年（5月10日・9月26日・10月10日・11月22日） - 山本真純 2009年（9月27日） - 鈴江奈々 2009年（10月11日・25日） 2010年（5月9日・16日・23日・6月6日） - 佐藤良子 2009年（10月24日） - 町田浩徳 2009年（11月29日） - 鷹西美佳 2010年（1月27日・28日） - 桝太一 2010年（4月17日・18日・5月8日・15日・22日・6月5日・9月11日・12日・10月9日・23日・11月20日・27日・12月4日） - 森富美 2011年（2月19日） - 豊田順子 2011年（4月16日・5月7日・14日・21日・6月18日・7月16日・9月24日・10月8日・22日・11月19日・12月3日） 2012年（8月18日・19日・9月22日・23日） 2013年（1月5日・6日） - 上田まりえ 2011年（11月26日） - 古市幸子 2011年（12月31日） |
| NNNストレイトニュース | 矢島学■     | - 菅谷大介 2010年（8月9日 - 13日） 2012年（3月28日 - 30日） 2013年（1月22日・5月24日・8月12日・13日） 2014年（3月10日・11日・6月27日） 2015年（3月18日・8月10日・11日・10月2日・12月11日） 2016年（3月10日・11日・8月10日・12日） 2017年（3月9日・10日・15日・4月6日・7日・8月9日 - 11日） 2018年（8月13日 - 17日） 2020年（9月14日） - 高橋雄一 2011年（3月14日） - 寺島淳司 2011年（3月28日・4月1日・7月25日 - 29日・8月1日 - 5日・8日 - 12日） 2012年（3月26日・27日・8月13日 - 17日） 2013年（3月25日 - 27日・8月14日 - 16日・9月26日・27日） 2014年（8月13日・14日） 2015年（3月10日・11日・25日・4月7日・6月4日・5日・8月12日 - 14日） 2016年（3月28日 - 30日・11月2日 - 4日） 2017年（8月7日・8日・10月18日・11月3日） 2018年（1月12日） - 新谷保志 2011年（3月29日 - 31日） - 中野謙吾 2013年（3月28日・29日） 2018年（7月5日） - 山本紘之 2014年（8月12日・15日） 2016年（3月31日・4月1日） - 右松健太 2016年（5月16日・17日） - 安藤翔■ 2016年（8月8日） 2018年（8月6日） 2019年（8月12日 - 14日・11月11日） 2020年（3月10日・4月1日・7日） 2023年（1月17日） - 藤井恒久 2016年（10月7日） - 山本健太 2018年（3月26日 - 28日） - 安村直樹 2018年（4月13日） - 藤田大介 2020年（3月11日） 2023年（1月10日■・3月14日■） - 山﨑誠■ 2020年（8月10日・11日・24日・25日・9月7日・15日・21日・22日） 2021年（8月2日・3日・12月27日） 2023年（7月10日） - 川畑一志■ 2020年（8月31日・9月1日・8日） 2023年（1月9日） - 辻岡義堂■ 2022年（10月24日・25日） - 伊藤大海 2023年（1月16日■・8月14日■） 2024年（2月19日■） - 平松修造■ 2023年（8月15日） - 伊藤遼■ 2024年（8月11日） - 河出奈都美■ 2024年（9月1日） - 森富美■ 2024年（11月17日・12月29日） |
| NNNストレイトニュース | 豊田順子■   | - 古市幸子 2010年（10月11日 - 13日） - 森富美 2010年（10月14日・15日） 2014年（12月27日・28日） - 山下美穂子 2011年（2月21日 - 23日） - 延友陽子 2011年（2月24日・25日） - 佐藤良子 2011年（3月14日） 2013年（6月2日） 2014年（5月10日・11日・6月7日・8日） - 菅谷大介 2013年（6月1日・11月23日） 2016年（1月23日） - 上田まりえ 2013年（11月24日） 2014年（2月15日・16日・7月26日・27日） 2015年（10月17日・18日） - 藤田大介 2014年（6月22日） - 寺島淳司 2015年（10月24日） - 杉野真実 2018年（9月29日・30日） - 杉上佐智枝 2020年（1月4日・5日） - 岩本乃蒼■ 2021年（8月22日） - 田辺大智■ 2022年（8月28日） - 安藤翔■ 2023年（2月5日） |
| NNNストレイトニュース | 古市幸子    | - 桝太一 2010年（11月28日） - 山下美穂子 2011年（3月27日・7月10日） - 上田まりえ 2011年（11月20日） - 豊田順子 2012年（2月26日） |
| NNNストレイトニュース | 藤田大介■→■ | - 寺島淳司 2018年（10月11日） - 矢島学 2018年（10月12日・11月1日・2日） 2019年（3月21日・22日・8月22日・23日・11月7日・8日） 2020年（4月9日） 2022年（12月21日■） 2025年（2月11日■・12日■・3月19日■） - 安藤翔 2020年（3月26日・27日） - 山本健太■ 2020年（9月9日・10日） 2021年（11月17日・18日） - 山﨑誠 2021年（1月7日・2月3日・6月9日■・12月2日■） 2022年（5月25日■・8月31日■・11月2日■） 2023年（8月30日■・31日■・11月1日■・2日■・8日■） 2024年（3月20日■） - 菅谷大介■ 2021年（5月27日・6月3日） 2022年（8月25日・9月1日） - 伊藤大海 2022年（11月3日■・12月22日■） 2024年（3月21日■・10月28日■・29日■） 2025年（4月9日■） - 町田浩徳■ 2023年（11月9日） - 平松修造■ 2024年（10月30日・11月4日・5日） 2025年（3月17日・18日） - 伊藤遼 2024年（10月31日■） 2025年（2月10日■・13日■・3月20日■） |
| NNNストレイトニュース | 後藤晴菜■   | - 久野静香 2018年（12月20日） 2019年（1月10日・11日） - 杉上佐智枝■ 2019年（6月27日） 2021年（4月20日・5月4日・7月20日・8月3日・10月5日・11月2日） - 森富美 2019年（6月28日・9月20日） 2020年（1月10日・3月6日） - 佐藤梨那 2020年（8月21日） - 郡司恭子 2020年（10月23日） - 佐藤真知子■ 2022年（7月19日） |
| NNNストレイトニュース | 安藤翔■     | - 菅谷大介■ 2020年（7月10日・11月6日） 2021年（7月2日） - 山﨑誠 2020年（11月27日） 2021年（5月7日・12月3日■） 2022年（4月15日■・5月6日■） 2023年（4月14日■・6月2日■） - 藤田大介■ 2021年（10月29日） - 伊藤大海■ 2022年（8月5日） - 山本健太■ 2022年（11月18日） - 平松修造■ 2022年（11月25日） - 町田浩徳■ 2023年（1月6日） - 辻岡義堂■ 2023年（5月5日） |
| NNNストレイトニュース | 郡司恭子■   | - 森富美 2021年（5月5日・6月30日■・11月24日■） 2022年（5月4日■） 2023年（6月22日■・7月27日■・9月7日■・10月5日■・11月30日■） - 佐藤真知子■ 2022年（11月1日・22日） - 後呂有紗■ 2022年（12月13日） - 畑下由佳■ 2023年（6月15日） |
| NNNストレイトニュース | 杉野真実■   | - 郡司恭子 2021年（6月18日■・10月30日■） 2023年（6月12日■） - 岩本乃蒼■ 2021年（6月19日・12月25日） - 森富美■ 2021年（10月29日） - 杉上佐智枝■ 2022年（9月16日） - 佐藤梨那■ 2022年（10月28日） - 中島芽生 2022年（10月29日■） 2023年（2月18日■） 2024年（7月16日■・9月23日■・10月24日■・25日■） - 後呂有紗 2023年（1月6日■・2月17日■・9月4日■） 2024年（3月4日■・7月4日■・5日■・9月24日■） 2025年（1月16日■・17日■） - 河出奈都美■ 2023年（9月18日・25日） 2025年（2月28日） - 佐藤真知子 2024年（9月26日■・27日■） |
| NNNストレイトニュース | 畑下由佳■   | - 杉上佐智枝■ 2022年（11月7日） - 後呂有紗■ 2022年（11月14日・28日） - 郡司恭子■ 2023年（2月20日） |
| NNNストレイトニュース | 後呂有紗■   | - 森富美 2023年（6月28日■・11月22日■） - 杉野真実 2023年（7月12日■） 2025年（2月19日■） - 郡司恭子■ 2024年（2月21日） |
| NNNストレイトニュース | 山﨑誠■     | - 川畑一志■ 2023年（8月11日） - 伊藤大海 2023年（9月22日■・29日■） - 田中毅■ 2024年（2月9日・3月29日） |
| NNNストレイトニュース | 佐藤真知子■ | - 郡司恭子■ 2023年（9月26日・11月28日） 2024年（2月13日） - 町田浩徳■ 2023年（12月2日） - 小髙茉緒■ 2024年（2月24日） |
| NNNストレイトニュース | 中島芽生■   | - 杉野真実■ 2024年（7月24日・10月16日） |
| NNNストレイトニュース | 伊藤大海■   | - 平松修造■ 2025年（2月7日） - 矢島学■ 2025年（2月21日） |
| ストレイトニュース    | 後呂有紗■   | - 郡司恭子■ 2023年（4月19日） - 山﨑誠■ 2023年（5月10日・17日・24日） - 杉原凜■ 2024年（5月15日・29日） - 田中毅■ 2024年（5月22日） - 石川みなみ■ 2025年（5月28日） |
| ストレイトニュース    | 町田浩徳■   | - 伊藤大海■ 2023年（4月20日・8月31日） - 市來玲奈■ 2023年（11月9日） |
| ストレイトニュース    | 山﨑誠■     | - 矢島学■ 2023年（7月10日） - 河出奈都美■ 2023年（8月14日） - 伊藤大海■ 2023年（9月25日・10月2日） 2024年（2月5日） - 市來玲奈■ 2024年（3月25日） |
| ストレイトニュース    | 伊藤大海■   | - 山﨑誠■ 2023年（8月8日） |
| ストレイトニュース    | 平松修造■   | - 河出奈都美■ 2023年（8月30日） - 伊藤大海■ 2023年（10月18日） - 北脇太基■ 2023年（11月22日） |
| ストレイトニュース    | 佐藤真知子■ | - 森富美■ 2024年（4月9日） - 郡司恭子■ 2024年（6月4日） - 住岡佑樹 2024年（11月26日■） 2025年（2月25日■） |
| ストレイトニュース    | 郡司恭子■   | - 伊藤遼■ 2024年（5月2日） - 佐藤真知子■ 2024年（6月6日・13日・10月3日・12月12日） 2025年（1月30日） - 畑下由佳■ 2024年（11月28日） - 後呂有紗■ 2025年（5月29日） |
| ストレイトニュース    | 市來玲奈■   | - 郡司恭子■ 2024年（7月22日） - 伊藤大海■ 2024年（9月23日） - 佐藤真知子■ 2024年（11月4日） - 北脇太基■ 2024年（12月9日） 2025年（2月24日） |
| ストレイトニュース    | 住岡佑樹■   | - 佐藤真知子■ 2025年（1月29日） |

「NNNストレイトニュース」日曜キャスターのシフト一覧（2023年6月 - 2024年3月、カラーは■）
| 2023年 | 2023年 | 2023年                   | 2023年                   | 2023年                    | 2023年                    | 2023年                    |
| 年     | 月     | 日曜：担当者             | 日曜：担当者             | 日曜：担当者              | 日曜：担当者              | 日曜：担当者              |
| ------ | ------ | ------------------------ | ------------------------ | ------------------------- | ------------------------- | ------------------------- |
| 2023年 | 6月    | 4日：藤田大介            | 11日：山本健太           | 18日：伊藤遼1             | 25日：藤田大介            | -----                     |
| 2023年 | 7月    | 2日：藤田大介            | 9日・16日：伊藤遼1       | 9日・16日：伊藤遼1        | 23日：平松修造            | 30日：藤田大介            |
| 2023年 | 8月    | 6日：伊藤遼1             | 13日：藤田大介           | 20日：伊藤遼1             | 27日：河出奈都美          | -----                     |
| 2023年 | 9月    | 3日：伊藤遼1             | 10日：杉野真実           | 17日：梅澤廉              | 24日：藤田大介            | -----                     |
| 2023年 | 10月   | 1日：梅澤廉              | 8日：藤田大介            | 15日・22日・29日：伊藤遼1 | 15日・22日・29日：伊藤遼1 | 15日・22日・29日：伊藤遼1 |
| 2023年 | 11月   | 5日・12日・19日：伊藤遼1 | 5日・12日・19日：伊藤遼1 | 5日・12日・19日：伊藤遼1  | 26日：町田浩徳            | -----                     |
| 2023年 | 12月   | 3日：伊藤遼1             | 10日：藤田大介           | 17日・24日：伊藤遼1       | 17日・24日：伊藤遼1       | 31日：（休止）            |

| 2024年 | 2024年 | 2024年          | 2024年                    | 2024年                    | 2024年                    | 2024年        |
| 年     | 月     | 日曜：担当者    | 日曜：担当者              | 日曜：担当者              | 日曜：担当者              | 日曜：担当者  |
| ------ | ------ | --------------- | ------------------------- | ------------------------- | ------------------------- | ------------- |
| 2024年 | 1月    | 7日：藤田大介   | 14日・21日・28日：伊藤遼1 | 14日・21日・28日：伊藤遼1 | 14日・21日・28日：伊藤遼1 | -----         |
| 2024年 | 2月    | 4日：梅澤廉     | 11日：藤田大介            | 18日：伊藤遼1             | 25日：藤田大介            | -----         |
| 2024年 | 3月    | 3日：ラルフ鈴木 | 10日：辻岡義堂            | 17日：伊藤遼1             | 24日：藤田大介            | 31日：伊藤遼1 |

- 太字は、当日 6:15 - 6:30 放送の『ニュースサンデー』を兼務。
- 1は、当日 18:00 - 18:55 放送の『真相報道バンキシャ!』を兼務。

## ネット局
○印…フルネット（月曜から木曜の「ストレイトニュース」をネット）
△印…関東ローカル枠（月 - 金曜日:11:40.30 - 11:42.15、土曜日:11:32.55 - 11:38.15、日曜日:11:36.55 - 11:42.30）をネット。
▲印…関東ローカル枠（土曜日:11:32.55 - 11:34、日曜日:11:36.55 - 11:38）をネット。
×印…全国ネット枠のみネット（「ストレイトニュース」を非ネット）。
☆印…平日の11:43.45 - 11:44に「ヒルナンデス!」のジャンクションをネット。
| 放送対象地域  | 放送局                             | 系列           | 放送時間      | 放送時間      | 放送時間      | 放送時間      | ローカルニュース のタイトル                                                                    | 氏名テロップ | ネット状況         | ネット状況            | ネット状況            | ネット状況            | ネット状況            | 脚注                    |
| 放送対象地域  | 放送局                             | 系列           | 放送時間      | 放送時間      | 放送時間      | 放送時間      | ローカルニュース のタイトル                                                                    | 氏名テロップ | ストレイトニュース | NNNストレイトニュース | NNNストレイトニュース | NNNストレイトニュース | NNNストレイトニュース | 脚注                    |
| 放送対象地域  | 放送局                             | 系列           | 月 - 木曜     | 金曜          | 土曜          | 日曜          | ローカルニュース のタイトル                                                                    | 氏名テロップ | 月 - 木曜          | 月 - 水・金曜         | 木曜                  | 土曜                  | 日曜                  | 脚注                    |
| ------------- | ---------------------------------- | -------------- | ------------- | ------------- | ------------- | ------------- | ---------------------------------------------------------------------------------------------- | ------------ | ------------------ | --------------------- | --------------------- | --------------------- | --------------------- | ----------------------- |
| 関東広域圏    | 日本テレビ（NTV）☆ 土・日版 制作局 | 日本テレビ系列 | 11:20 - 11:45 | 11:30 - 11:45 | 11:25 - 11:40 | 11:30 - 11:45 | NNNストレイトニュース                                                                          | 上記を 参照  | ○                  | ○                     | ○                     | ○                     | ○                     |                         |
| 北海道        | 札幌テレビ（STV）☆                 | 日本テレビ系列 | 11:00 - 11:55 | 11:30 - 11:55 | 11:25 - 11:35 | 11:30 - 11:40 | STVストレイトニュース11（月 - 木） STVストレイトニュース（金） NNNストレイトニュース（土・日） | -            | ○                  | △                     | △                     | ×                     | ×                     |                         |
| 青森県        | 青森放送（RAB）                    | 日本テレビ系列 | 11:30 - 11:39 | 11:30 - 11:39 | 11:25 - 11:35 | 11:30 - 11:40 | 東奥日報ニュース                                                                               | -            | ×                  | ×                     | ×                     | ×                     | ×                     |                         |
| 岩手県        | テレビ岩手（TVI）☆                 | 日本テレビ系列 | 11:30 - 11:45 | 11:30 - 11:45 | 11:25 - 11:35 | 11:30 - 11:40 | NNNストレイトニュース                                                                          | ■            | ×                  | ×                     | ×                     | ×                     | ×                     |                         |
| 宮城県        | ミヤギテレビ（MMT）☆               | 日本テレビ系列 | 11:30 - 11:55 | 11:30 - 11:55 | 11:25 - 11:35 | 11:30 - 11:40 | ミヤギテレビストレイトニュース                                                                 | 男性■ 女性■  | ×                  | △                     | △                     | ×                     | ×                     | [ 注釈 16 ]             |
| 秋田県        | 秋田放送（ABS）☆                   | 日本テレビ系列 | 11:30 - 11:45 | 11:30 - 11:45 | 11:25 - 11:35 | 11:30 - 11:40 | ABSストレイトニュース NNN                                                                      | ■            | ×                  | ×                     | ×                     | ×                     | ×                     | [ 注釈 17 ]             |
| 山形県        | 山形放送（YBC）                    | 日本テレビ系列 | 11:30 - 11:45 | 11:30 - 11:45 | 11:25 - 11:40 | 11:30 - 11:45 | YBCストレイトニュース                                                                          | ■            | ×                  | ×                     | ×                     | ×                     | ▲                     |                         |
| 福島県        | 福島中央テレビ（FCT）              | 日本テレビ系列 | 11:30 - 11:51 | 11:30 - 11:51 | 11:25 - 11:40 | 11:30 - 11:45 | NNNストレイトニュース                                                                          | ■            | ×                  | △                     | △                     | ▲                     | △                     |                         |
| 山梨県        | 山梨放送（YBS）                    | 日本テレビ系列 | 11:30 - 11:45 | 11:30 - 11:45 | 11:25 - 11:35 | 11:30 - 11:45 | YBSニュース（平日）                                                                            | -            | ×                  | ×                     | ×                     | ×                     | △                     |                         |
| 新潟県        | テレビ新潟（TeNY）                 | 日本テレビ系列 | 11:30 - 11:50 | 11:30 - 11:50 | 11:25 - 11:40 | 11:30 - 11:40 | NNNストレイトニュース                                                                          | ■            | ×                  | ×                     | ×                     | ×                     | ×                     |                         |
| 長野県        | テレビ信州（TSB）                  | 日本テレビ系列 | 11:30 - 11:46 | 11:30 - 11:46 | 11:25 - 11:35 | 11:30 - 11:50 | NNN TSBストレイトニュース                                                                      | ■            | ×                  | ×                     | ×                     | ×                     | △                     |                         |
| 静岡県        | 静岡第一テレビ（SDT）              | 日本テレビ系列 | 11:30 - 11:55 | 11:30 - 11:55 | 11:25 - 11:40 | 11:30 - 11:40 | NNNストレイトニュース                                                                          | ■            | ×                  | △                     | △                     | ×                     | ×                     | [ 注釈 25 ]             |
| 富山県        | 北日本放送（KNB）                  | 日本テレビ系列 | 11:30 - 11:39 | 11:30 - 11:39 | 11:25 - 11:33 | 11:30 - 11:38 | KNBニュース・天気                                                                              | -            | ×                  | ×                     | ×                     | ×                     | ▲                     |                         |
| 石川県        | テレビ金沢（KTK）                  | 日本テレビ系列 | 11:30 - 11:40 | 11:30 - 11:40 | 11:25 - 11:35 | 11:30 - 11:36 | 北國新聞ニュース                                                                               | -            | ×                  | ×                     | ×                     | ×                     | ×                     |                         |
| 福井県        | 福井放送（FBC）☆                   | 日本テレビ系列 | 11:30 - 11:40 | 11:30 - 11:40 | 11:25 - 11:40 | 11:30 - 11:45 | FBCニュース （表記はFBC・NNNストレイトニュース）                                               | -            | ×                  | ×                     | ×                     | ○                     | ▲                     |                         |
| 中京広域圏    | 中京テレビ（CTV）                  | 日本テレビ系列 | 11:30 - 11:55 | 11:30 - 11:55 | 11:25 - 11:35 | 11:30 - 11:40 | ストレイトニュース （月 - 土） ぐ〜たくさん（日）                                              | ■            | ×                  | △                     | ×                     | ×                     | ×                     | [ 注釈 28 ]             |
| 近畿広域圏    | 読売テレビ（ytv）                  | 日本テレビ系列 | 11:30 - 11:45 | 11:30 - 11:45 | 11:25 - 11:35 | 11:30 - 11:40 | NNNストレイトニュース                                                                          | ■            | ×                  | ×                     | ×                     | ×                     | ×                     |                         |
| 鳥取県 島根県 | 日本海テレビ（NKT）☆               | 日本テレビ系列 | 11:30 - 11:45 | 11:30 - 11:45 | 11:25 - 11:35 | 11:30 - 11:40 | NNNストレイトニュース                                                                          | ■            | ×                  | ×                     | ×                     | ×                     | ×                     | [ 注釈 29 ] [ 注釈 30 ] |
| 広島県        | 広島テレビ（HTV）☆                 | 日本テレビ系列 | 11:30 - 11:45 | 11:30 - 11:45 | 11:25 - 11:35 | 11:30 - 11:40 | NNNストレイトニュース                                                                          | 男性■ 女性■  | ×                  | ×                     | ×                     | ×                     | ×                     |                         |
| 山口県        | 山口放送（KRY）                    | 日本テレビ系列 | 11:30 - 11:40 | 11:30 - 11:40 | 11:25 - 11:35 | 11:30 - 11:40 | KRYニュース（土曜以外）                                                                        | -            | ×                  | ×                     | ×                     | ▲                     | ▲                     |                         |
| 徳島県        | 四国放送（JRT）                    | 日本テレビ系列 | 11:30 - 11:40 | 11:30 - 11:40 | 11:25 - 11:35 | 11:30 - 11:40 | 徳島新聞ニュース                                                                               | -            | ×                  | ×                     | ×                     | ▲                     | ▲                     |                         |
| 香川県 岡山県 | 西日本放送（RNC）☆                 | 日本テレビ系列 | 11:30 - 11:45 | 11:30 - 11:45 | 11:25 - 11:35 | 11:30 - 11:40 | NNNストレイトニュース                                                                          | ■            | ×                  | ×                     | ×                     | ×                     | ×                     |                         |
| 愛媛県        | 南海放送（RNB）                    | 日本テレビ系列 | 11:30 - 11:45 | 11:30 - 11:45 | 11:25 - 11:35 | 11:30 - 11:40 | NNNストレイトニュース                                                                          | 男性■ 女性■  | ×                  | ×                     | ×                     | ×                     | ×                     |                         |
| 高知県        | 高知放送（RKC）☆                   | 日本テレビ系列 | 11:30 - 11:45 | 11:30 - 11:45 | 11:25 - 11:35 | 11:30 - 11:40 | NNNストレイトニュース（日曜以外） RKCニュース（日曜のみ）                                      | -            | ×                  | ×                     | ×                     | ×                     | ▲                     |                         |
| 福岡県        | 福岡放送（FBS）☆                   | 日本テレビ系列 | 11:30 - 11:45 | 11:30 - 11:45 | 11:25 - 11:35 | 11:30 - 11:40 | NNNストレイトニュース                                                                          | ■            | ×                  | ×                     | ×                     | ×                     | ×                     | [ 注釈 31 ]             |
| 長崎県        | 長崎国際テレビ（NIB）              | 日本テレビ系列 | 11:30 - 11:45 | 11:30 - 11:45 | 11:25 - 11:35 | 11:30 - 11:40 | NNNストレイトニュース                                                                          | ■            | ×                  | ×                     | ×                     | ×                     | ▲                     |                         |
| 熊本県        | くまもと県民テレビ（KKT）          | 日本テレビ系列 | 11:30 - 11:55 | 11:30 - 11:55 | 11:25 - 11:35 | 11:30 - 11:40 | NNNストレイトニュース・天気予報（平日） NNNストレイトニュース（土・日）                        | ■            | ×                  | △                     | △                     | ×                     | ×                     | [ 注釈 33 ]             |
| 鹿児島県      | 鹿児島読売テレビ（KYT）            | 日本テレビ系列 | 11:30 - 11:45 | 11:30 - 11:45 | 11:25 - 11:35 | 11:30 - 11:45 | KYTストレイトニュース ～NNN                                                                    | ■            | ×                  | ×                     | ×                     | ×                     | △                     |                         |

### 過去のネット局
| 放送対象地域 | 放送局       | 系列                            | ネット終了の理由             | 放送終了日    | 放送時間（終了時点） | 脚注                        |
| ------------ | ------------ | ------------------------------- | ---------------------------- | ------------- | -------------------- | --------------------------- |
| 日本全国     | BS日テレ     | BS放送                          | 番組編成の都合               | 2011年9月30日 | 11:30 - 12:00        | [ 注釈 34 ]                 |
| 日本全国     | NOTTV NEWS   | 携帯端末向け マルチメディア放送 | チャンネル改編が行われたため | 2014年3月28日 | 11:30 - 12:00        | [ 注釈 35 ]                 |
| 日本全国     | NOTTV 4      | 携帯端末向け マルチメディア放送 | サービス終了のため           | 2016年6月30日 | 11:30 - 12:00        | [ 注釈 36 ]                 |
| 日本全国     | 日テレNEWS24 | CS放送                          | 編成の都合                   | 2023年3月31日 | 11:30 - 12:00        | 平日版 制作局、制作は継続。 |

### 備考
- NOTTV NEWS（チャンネル改編のため、廃止済）では2012年11月1日にCS再送信ネット開始。プロ野球シーズンオフの平日版のみの放送であった。
- NOTTV 4では2014年7月1日CS再送信ネット開始。
- テレビ宮崎では月 - 金曜日はテレビ朝日制作「大下容子ワイド!スクランブル・第1部」（実質「ANNニュース」のみ）の部分ネットを、土・日曜日は昼の「ANNニュース」をネットしているため、本番組をネットしていないが、福井放送では月 - 金曜日は当番組とテレビ朝日制作「大下容子ワイド!スクランブル・第1部」（実質「ANNニュース」のみ、開始から途中まで）の部分ネットを、土・日曜日は当番組と昼の「ANNニュース」をネットしている[注釈 38]。

### ローカルニュース枠
- 平日版のローカル枠は、中京テレビ、札幌テレビ、ミヤギテレビ、静岡第一テレビ、くまもと県民テレビは11:55、福島中央テレビは11:51、テレビ新潟は11:50、テレビ信州は11:46まで各々拡大して放送している（これらの局は、その局の放送対象地域のTBS系列局にて、『キユーピー3分クッキング』のCBC版をネットしている関係で、同番組の日本テレビ版は非ネットとなっている。）。特に中京テレビは、『NNN News D』時代に日本テレビ側でのローカル飛び降りポイントで東京からのネットを打ち切っていたため、『NNNストレイトニュース』になって東京からの枠も拡大された（その後、2009年4月 - 2013年3月までは11:38頃に飛び降り、2013年4月以降は、金曜日を除いて再び東京からの枠が拡大）。2024年10月現在、日曜は『ぐ〜たくさん』に内包している。
- 札幌テレビも2016年9月まで「どさんこワイドひる」のコーナーとして11:38.50に飛び降りていたが、2016年10月からは「STVストレイトニュース」として11:42.15の飛び降り点で飛び降りるよう変更された。
- ローカル枠を拡大した局では前枠『NNN News D』と同じく、番組後半の数分間はローカル枠となるが、ミヤギテレビの『ミヤギテレビストレイトニュース』のように全国枠と同じ題名での別枠『（放送局呼称）ストレイトニュース』と題して放送する局と、別タイトルで放送する局がある。
- 日テレNEWS24では、『NNN News D』と同様に、読売テレビのローカル枠を時差放送している。また、この番組からは、中京テレビのローカル枠も時差放送するようになった。ちなみに両局のローカルニュースはまれに『ヒルナンデス!』『情報ライブ ミヤネ屋』のニュースコーナーでも映像が使われている（右上の見出しスーパーは『ヒルナンデス!』『ミヤネ屋』独自のものに差し替えられる）。本番組の再放送枠である『ストレイトニュース+』（2017年3月まで）→『Lunch Update』（2017年4月から）では、これに加えてテレビ岩手・ミヤギテレビ・福島中央テレビのローカル枠も放送する。前述の通り、2017年7月18日で日テレNEWS24の11時45分以降の独自枠が終了したため、2017年10月から本番組の後に放送する『the SOCIAL』で読売テレビ及び中京テレビのローカル枠を数項目放送している。
- 南海放送は2011年12月29日・30日の平日バージョンにて11:40からのローカル枠を通常はネットしないが、年末体制のためにローカル枠もネットした。また、12月31日の土曜バージョンもローカル枠を通常はネットしないが、年末体制のためにネットした（すべて関東ローカルの天気を含む）。
- 青森放送は『東京マラソン』（日本テレビが中継を担当する年）及び『さいたま国際マラソン』の開催日（2019年をもって開催終了）と『24時間テレビ』放送日の放送は、通常は放送しない関東ローカル枠（ニュースと天気）[注釈 39] をそのまま放送する。なお、青森ローカルニュースは、マラソン開催日は『東奥日報ニュース』として直後の12:00から、24時間テレビ放送日は『RABニュース』として直後の11:24（2019年までは11:27）からそれぞれ放送。また、通常土日の該当枠は、独立番組で放送しているため、前番組『NNN News D』に引き続き、当日夜に放送される番組の番宣や自社関係のCMに差し替えとなっている。また、2014年1月5日日曜日も、同様に本番組が11:50から放送されたが、ローカルニュースである『東奥日報ニュース』は、直前の11:45から放送された。
- 山形放送は『ヤマザワカップ 山形県女子駅伝競走大会』の開催日（毎年11月の第3あるいは第4日曜日）[8] は、5分間ほど全国ニュースを放送しローカル枠は放送しない。また左下画面に駅伝を放送し、右上に画面に全国ニュースを放送する。
  - 南海放送でも愛媛マラソンの開催日（毎年2月第2日曜日）は、山形放送の女子駅伝放送時と同様に5分ほど全国ニュースを放送したあと、ローカルニュースは休止して愛媛マラソンの中継に復帰する。
- 広島テレビでは、日本テレビの土曜版と同じBGMに広島県内（広島市・三次市など）のお天気カメラ映像と、上側に『ストレイトニュース END』と本番組のロゴを、提供がある場合は下側にスポンサー名を表示して提供読みを挿入する独自のエンドカードを全曜日で使用している。
  - 2021年3月までは、土曜・日曜はBGMが一緒ながら、お天気カメラ映像ではなく模様付きブルーバックに白テロップで番組ロゴ（スポンサーがある場合は、かつての『NNNニューススポット』に準じた四角枠囲みの提供クレジットとその下に『広島テレビ』の正式ロゴも）を表示していたが（BGMは日本テレビの土曜版と同一）、同年4月から平日同様のお天気カメラ映像と番組ロゴ・提供クレジットのカラー表示に改められた。
  - 同局の2022年 - 2023年の年末年始編成では、昼のニュースを『NNN News』として放送する時も、12月30日までは全国ニュース終了後のジャンクションで本番組のBGMを流し、「つづいて 広島のニュース」のテロップにも本番組のロゴが入っていた。またキャスター名のテロップも『ストレイトニュース』のロゴが入り、エンディングも通常時と同様に、『ストレイトニュース END』と本番組のロゴを表示するなど、ローカル枠のみ本番組の扱いとなっていた。一方、12月31日は本番組のジャンクションBGMに2020年末までの『NNN NEWS』仕様で「つづいて 広島のニュース」のテロップを表示した。キャスター名も番組名なしのものを使用し、エンドクレジットも1世代前の『NNN NEWS END』のCGロゴに本番組の日本テレビ土曜版のBGMという、異なる番組のフォーマットが混合された形態となった。
- 秋田放送では、2025年4月から週末のみRAB・KNB・KTKのように県内ニュースを別番組「さきがけABSニュース」として放送する(自社出し飛び降りエンディングあり、EPG上はこれまで通りABSストレイトニュース～NNN～)。

## 番組テーマ曲
- 2007年10月1日 - 2012年4月1日（作曲・編曲：R・O・N）

『NNN Newsリアルタイム』や『NEWS ZERO』のテーマ曲とともに日本テレビ開局55周年を記念して発売されたアルバム「ベスト・ヒット! 日テレ55 [日テレ・スタンダード]」に収録されている。
- 2012年4月2日 - 2012年9月30日（作曲者不明）
- 2012年10月1日 - 2013年3月31日 『Amazing Children』（ナッシュミュージック演奏）
- 2013年4月1日 - 2019年9月29日（作曲：鈴木隆太）
- 2019年9月30日 - 2021年5月30日（作曲：梅野悠大）
- 2021年5月31日 - 現在（作曲：寄崎知紘）